# Коровій Валерій Вікторович
Валерій Вікторович Коровій (нар. 10 листопада 1964, Тростянець, Вінницька область) — український політик та державний діяч, голова Вінницької обласної державної адміністрації (2015—2019), заступник Вінницького міського голови (2011—2015), кавалер Орденом «За заслуги» III ступеня (2010), Заслужений економіст України (2006).

## Біографія
Закінчив Тростянецьку середню школу у 1982 році. Після закінчення школи працював учнем токаря в Тростянецькому райоб'єднанні «Сільгосптехніка». З 1982 по 1984 рік проходив строкову службу в Збройних Силах.
З 1984 по 1989 рік навчався на економічному факультеті Української сільськогосподарської академії. З 1990 по 1992 рік працював економістом колгоспу «Батьківщина», смт Стрижавка Вінницького району та начальником планово-економічного Вінницького міжгосподарського підприємства гранітних виробів. У 1994 році закінчив навчання в аспірантурі Інституту економіки Академії наук України, достроково захистив дисертаційну роботу кандидата економічних наук.
З червня 1994 по липень 2010 року працював на державній службі:
1994–1996 — заступник голови Вінницького обласного територіального відділення Антимонопольного комітету України.
1996–1998 — консультант організаційного відділу секретаріату Вінницької обласної державної адміністрації.
Липень — жовтень 1998 — завідувач інформаційно-аналітичного відділу секретаріату Вінницької обласної державної адміністрації.
1998–1999 — перший заступник начальника головного управління з питань економіки і власності Вінницької обласної державної адміністрації.
1999–2000 — начальник головного управління економіки Вінницької обласної державної адміністрації.
2000–2006 — заступник голови Вінницької обласної державної адміністрації.
2006 — липень 2010 — перший заступник голови Вінницької обласної державної адміністрації.
З вересня 2010 по липень 2011 року працював головою наглядової ради ПрАТ «КМТ».
З 14 липня 2011 по лютий 2015 року працював на посаді заступника Вінницького міського голови.
З 28 лютого 2015 року обіймав посаду голови Вінницької обласної державної адміністрації. 21 травня 2019 року він написав заяву про складання повноважень голови Вінницької ОДА та був звільнений з цієї посади 18 вересня 2019 року.
Позапартійний, депутат Вінницької обласної ради IV, V та VI скликань.

## Звинувачення в корупції
Всеукраїнський рух проти політичної корупції «Під контролем!» виявив, що Головою Вінницької ОДА, Валерієм Коровієм, було підписано розпорядження від 29.06.2016, яким три легкові автомобілі іноземного виробництва було визнано гуманітарною допомогою для людей з інвалідністю. Один з автомобілів отримав Олександр Михайлович Пронь — директор держпідприємства «Вінницяліссервіс». Сума можливих збитків 1,2 мільйони гривень.

## Нагороди та звання
- Орденом «За заслуги» III ступеня «за вагомий особистий внесок у справу консолідації українського суспільства, розбудову демократичної, соціальної і правової держави та з нагоди Дня Соборності України» (2010)[5]
- Заслужений економіст України «за значний особистий внесок у соціально-економічний, культурний розвиток Української держави, вагомі трудові досягнення та з нагоди 15-ї річниці незалежності України» (2006)[6]
- Почесною грамотою Кабінету Міністрів України (2009)
- Подяка Прем'єр-міністра України (2015).

## Особисте життя
Одружений, має двох синів.